# سلطة أبوية في روما القديمة
السلطة الأبوية ( patria potestas) في روما القديمة هي في الأصل تطبيق سلطة أحادية وغير محدودة في يد اب الأسرة paterfamilias، وهو زعيم العائلة الذكر. مارسها على الناس والأشياء ، على أفراد الأسرة الأحرار وغير الأحرار. على عكس العديد من الأشكال الأخرى للأسرة ، تضمنت الاسرة الرومية أيضًا أبناءًا متزوجين مع زوجاتهم وأولادهم ، وأبناء بالتبني ، وعبيد ، وماشية وممتلكات أخرى. كانت السلطة الأبوية مستندًا قانونيًا للحياة الأسرية والحياة الزوجية .

## مميزات
عمومًا قيدت سنة الأولين أرباب الأسر فيما يخص تطبيق عقوبات شديدة، مثل قتل مواليد البيت بشكل فردي ومتسرع، وابيحت لهم هكذا قرارات بصفتهم قضاة وبمشاركة من مجلس العائلة. في الواقع ، رصد الرقباء ضمن مهامهم العامة الامتثال للعادات ( boni mores). وعلى الرغم من أن المصادر تشير إلى حالات منعزلة من انتهاز السلطة الأبوية ، فإن مثل هذه الحالات نادرة ، على الأقل في العصور التاريخية. وإن وصف المكانة الفريدة للسلطة الأبوية بأن لها صلاحية قانونية وسلطة على حياة العائلة كان رمزيًا في الغالب.
تجلت السلطة الأبوية لرب الأسرة كذلك في سلطة البت بقبول أو رفض الأطفال حديثي الولادة ، ونقل ملكيتهم ( ius vendendi ) وحتى قتلهم. أطفال أعضاء الأسرة الذين لم يتمكن أو لم يرغب مُعليهم من تربيتهم ، إما لأسباب مالية ، أو لأنهم أطفال غير شرعيين Bastard أو معاقون أو ببساطة فتيات ، قتلوا أو تم التخلي عنهم بشكل متكرر في الأماكن العامة. كان ترك المواليد الجدد في مكبات القمامة العامة قانونيًا في جميع أنحاء العالم الرومي حتى عام 374 م.. ومع ذلك ، لم يترك الأطفال عادة ليواجهوا الموت ، بل اخضعوا للعبودية: إذ يصيرون ملكًا للشخص الذي أخذهم ورباهم. وفقا للمؤرخين المعاصرين ، لم تكن هذه الممارسة غير إنسانية بأي حال من الأحوال من قبل معاصريها، لأن الترك أعطى هؤلاء الأطفال فرصة للبقاء. فقط في الفترة المسيحية ، عندما جرى تقديم بدائل للترك وفقًا لمفهوم الرحمة في الكنيسة ، صارت هذه الممارسة والتي لم تعد ضرورية تفهم على أنها مسيئة ومن ثم جرى حظرها. إلغاء الحق في قتل الأطفال ( ius vitae necisque ) جرى فقط تحت التأثير المسيحي ، على الرغم من أنه فقد أهميته بالفعل في فترةالجمهورية .
من أجل إبقاء الأطفال حديثي الولادة في الأسرة، كان من الضروري أن يوضعوا بعد الولادة عند قدمي رب الأسرة الذي يرفعهم بيديه وبالتالي يجري قبولها رسميًا. ثم يتلقون أسماء ومراسيم دينية، الذكور في اليوم التاسع ، والإناث في اليوم الثامن ، ثم ينشأوا ويدرسوا في بيت والديهم.

## بداية ونهاية السلطة الأبوية
تبدأ السلطة الأبوية بالولادة وتنتهي عادةِ بوفاة المتسلط. عند وفاة المتسلط، يصير الأبناء (البنين والبنات) بدون سلطة أبوية، واكتسب البنين بدورهم سلطة أبوية على أطفالهم وأحفادهم.
بالإضافة إلى الولادة والوفاة كأساس طبيعي لتبرير وإنهاء السلطة الأبوية، لعبت أنواع التبني دورًا مهمًا في الحفاظ على العشيرة. وقد كان القانون الرومي يعرف التبني منذ العصر القديم
شكلت السلطة الأبوية نقطة الانطلاق لنظام قرابة الاغناتوس agnatus الذي انفصل عن رابطة الدم . إلا أنه تراجع في سياق تطوير القانون لصالح قرابة الدم.
والواقع أن السلطة الأبوية خضعت لقيود كبيرة على أبعد تقدير منذ أواخر فترة الجمهورية. ومع ذلك ، ظلت صالحة رسميًا خلال الفترة الإمبراطورية وفترة العصور المتأخرة ، وكانت لا تزال في عام 534 م. أكدها ما ورد في مدونة جستنيان . ولكن في هذا الوقت ، لا يُعرف شيء عن الممارسة الفعلية لمعظم الحقوق المرتبطة بها.

## المؤلفات
- Antti Arjava: Paternal Power in Late Antiquity. In: Journal of Roman Studies.. المجلد 88 ، 1998 ، الصفحات من 147 إلى 165 ، دُوِي:10.2307/300809 .
- Elmar Bund: Patria Potestas. In: Der kleine Pauly.المجلد 4: Nasidius إلى Scaurus. Druckermüller، Stuttgart and others 1972، col. 552 f.
- Karl Christ: Die Römer. Eine Einführung in ihre Geschichte und Zivilisation الطبعة الثالثة المنقحة. بيك ، ميونخ 1994 ، ISBN 3-406-38504-4 .
- Jane F. Gardner: Family and familia in Roman Law and Life. مطبعة كلارندون ، أكسفورد 1998 ، ISBN 0-19-815217-5 .
- Herbert Hausmaninger، Walter Selb: Römisches Privatrecht,، بوهلاو ، فيينا 1981 (9. إد. 2001) (كتب دراسة Böhlau ) ISBN 3-205-07171-9 ، ص 92-96.
- Heinrich Honsell: Römisches Recht.الطبعة 5، سبرينغر ، زيورخ 2001 ، ISBN 3-540-42455-5 ، ص. 182 وما يليها.
- Raymond Westbrook: Vitae Necisque Potestas.. في: هيستوريا . المجلد 48 ، العدد 2 ، 1999 ، الصفحات 203-223 ، جايستور 4436540 .

## حواشي
1. 1 2  Heinrich Honsell: Römisches Recht. 5. Auflage, Springer, Zürich 2001, ISBN 3-540-42455-5, S. 182 ff.
2. 1 2  Herbert Hausmaninger، Walter Selb: Römisches Privatrecht, Böhlau, Wien 1981 (9. Aufl. 2001) (Böhlau-Studien-Bücher) ISBN 3-205-07171-9, S. 92–96.